# ヴァルター・コーグラー
ヴァルター・コーグラー（Walter Kogler、1967年12月12日 - ）は、オーストリアの元サッカー選手。元オーストリア代表。ポジションはディフェンダー。

## 来歴
1991年にオーストリア代表デビュー。1998 FIFAワールドカップ・ヨーロッパ予選では5試合に出場、2大会ぶりのワールドカップ出場権を獲得した。しかし、1998 FIFAワールドカップではメンバーに選ばれたが、出場機会は無かった。2001年までに28試合に出場、1得点をあげた。

## 代表歴

### 出場大会
- オーストリア代表
  - 1998 FIFAワールドカップ

### 試合数
- 国際Aマッチ 28試合 1得点（1991年-2001年）[1]

| オーストリア代表 | 国際Aマッチ | 国際Aマッチ |
| 年               | 出場        | 得点        |
| ---------------- | ----------- | ----------- |
| 1991             | 4           | 1           |
| 1992             | 0           | 0           |
| 1993             | 5           | 0           |
| 1994             | 4           | 0           |
| 1995             | 2           | 0           |
| 1996             | 1           | 0           |
| 1997             | 5           | 0           |
| 1998             | 1           | 0           |
| 1999             | 3           | 0           |
| 2000             | 0           | 0           |
| 2001             | 3           | 0           |
| 通算             | 28          | 1           |